# ۱۰۱۴ (خورشیدی)
۱۰۱۴ هزار و چهاردهمین سال هجری خورشیدی است.